# Nocticolidae
Nocticolidae là một họ nhỏ trong bộ Blattodea (gián). Nó chỉ bao gồm 32 loài được biết đến trong 9 chi. Chúng được tìm thấy ở Châu Phi, Châu Á và Châu Úc. Hầu hết sống trong hang động, mặc dù một số ít có liên quan đến mối. Các loài thích nghi trong hang động được biết đến từ kỷ Cenoman, khiến chúng trở thành những sinh vật hang động cổ nhất còn tồn tại.

## Các chi
Họ này bao gồm các chi sau:
- Alluaudellina Chopard, 1932
- Cardacopsis Karny, 1924
- Cardacus Strand, 1928
- Metanocticola Roth, 1999
- Nocticola Bolívar, 1892
- Pholeosilpha Chopard, 1958
- Spelaeoblatta Bolívar, 1897
- Typhloblatta Chopard, 1924
- Typhloblattodes Chopard, 1946
- Crenocticola[2] Li and Huang, 2019 Burmese amber, Cenomanian
- Mulleriblattina[1] Sendi et al, 2020 Burmese amber, Cenomanian